# Gujarat

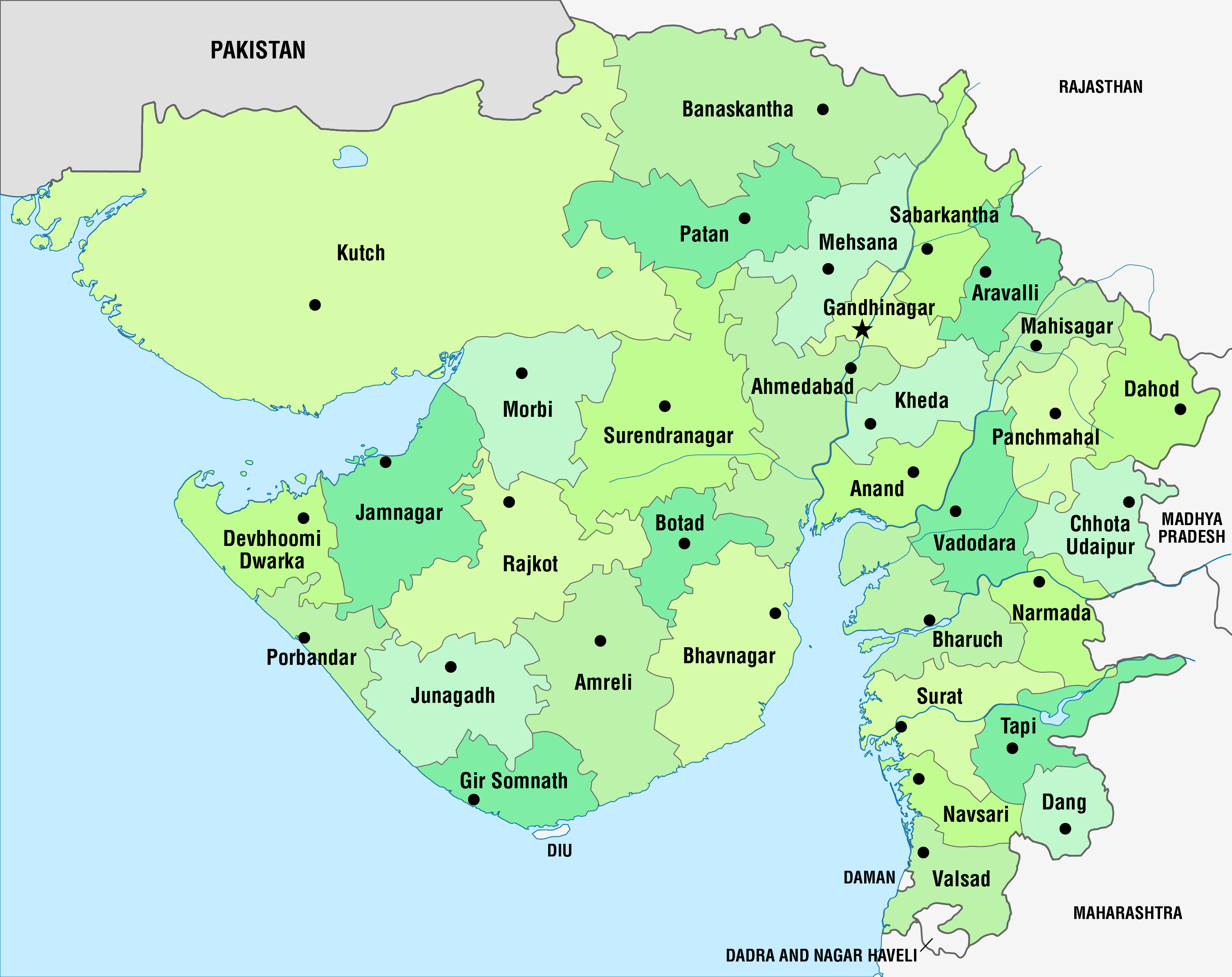
Mappa amministrativa del Gujarat.

Il Gujarat (in gujarati ગુજરાત, Gujarāta; in urdu گجرات‎?, AFI: [ˈɡudʒəɾɑt]; in hindī गुजरात, AFI: [ˈɡuːdʒʱaːɽaːʈ]) è uno Stato federato dell'India centro-occidentale, affacciato sul Mar Arabico. Confina a nord-ovest con il Pakistan e a nord-est, est e sud-est rispettivamente con gli Stati indiani del Rajasthan, Madhya Pradesh e Maharashtra.

## Geografia
Il Gujarat confina con gli Stati indiani del Rajasthan (a nord), del Madhya Pradesh (a est) e del Maharashtra (a sud-est), oltre che con la provincia pakistana del Sindh a nord-ovest e con il Mar Arabico a sud. Tre delle quattro aree del Territorio dell'Unione di Dadra e Nagar Haveli e di Daman e Diu sono completamente circondate dal Gujarat. La quarta di queste aree si trova tra il Gujarat e il Maharashtra.

### Coste, montagne e fiumi
Il Gujarat ha una costa di circa 1 600 chilometri, più di qualsiasi altro Stato dell'India. La costa comprende il golfo di Kachchh e il golfo di Khambhat, che confinano con la penisola di Kathiawar. Un'importante palude salata è il Rann di Kachchh, al confine con il Pakistan. Sebbene altre note catene montuose dell'India settentrionale (Aravalli, Vindhya e Satpura) si trovino ancora con una punta nel Gujarat, la vetta più alta del Gujarat è il Monte Girnar (1117 metri). Il fiume più importante del Gujarat è il Sabarmati, che nasce nella zona meridionale dei Monti Aravalli e attraversa la megalopoli di Ahmedabad, ma anche i fiumi Mahi, Narmada e Tapti, provenienti dall'India centrale, sfociano nel Golfo di Khambhat.

### Fauna e flora
Il Gujarat è l'ultimo habitat naturale dei leoni al di fuori dell'Africa (leone asiatico o panthera leo persica). I censimenti del 2005 hanno mostrato che la piccola popolazione di leoni nel parco nazionale di Gir è cresciuta di nuovo, un effetto degli sforzi di protezione anti-bracconaggio del governo.

## Geografia umana
Capitale dello Stato è Gandhinagar, ma il centro più grande è Ahmedabad.
Il territorio è amministrativamente diviso in 26 distretti.

### Lingua
La lingua principale del Gujarat è il gujarati, secondo i cui confini linguistici lo Stato è stato costituito nel 1960. Appartiene al gruppo delle lingue indo-ariane ed è scritta in una scrittura propria, la scrittura gujarati. Secondo il censimento del 2001, il gujarati è parlato come lingua madre dall'84,5% degli abitanti del Gujarat. Il 4,8% della popolazione parla il Bhili, la lingua degli adivasi Bhil. L'hindi, la lingua più parlata in India, è molto diffusa, soprattutto tra gli immigrati provenienti da altre parti del Paese; i suoi parlanti rappresentano il 4,7% della popolazione. L'1,9% degli abitanti del Gujarat è di madrelingua sindhi, compresi i parlanti del dialetto Kachchhi, diffuso nella regione di Kachchh. Il marathi, la lingua del vicino Stato del Maharashtra, è parlato dall'1,5% della popolazione. Tra i musulmani del Gujarat si parla parzialmente l'urdu, con l'1,2% della popolazione che lo parla. L'inglese è presente come lingua di comunicazione e di istruzione, come in tutta l'India.

## Società

### Religione
La stragrande maggioranza degli abitanti del Gujarat è di religione indù. Secondo il censimento del 2001, rappresentano l'89% della popolazione. La minoranza più numerosa è costituita dai musulmani, che rappresentano poco meno del 10% della popolazione. Le minoranze più piccole sono i giainisti con l'1,0% e i cristiani con lo 0,5%. Una minoranza numericamente molto piccola ma storicamente significativa è costituita dai Parsi.

## Storia
I primi insediamenti umani risalgono all'età della pietra e si svilupparono lungo le valli dei fiumi Sabarmati e Mahi, nella parte orientale della regione. Il Gujarat è una delle aree centrali della civiltà della valle dell'Indo e conserva importanti memorie archeologiche appartenenti alla valle dell'Indo, come quelli di Lothal, Dholavira e Gola Dhoro. Nell'antica città di Lothal venne costruito il primo porto di cui si ha testimonianza nella storia antica dell'India.
La storia antica del Gujarat è testimoniata da forti legami commerciali con l'Antico Egitto, Bahrein, e con la civiltà sumera, soprattutto tra l'anno 1000 a.C. e il 750 a.C. Le prime testimonianze storiche scritte risalgono all'epoca dell'Impero Maurya, che estese il suo potere sulla regione attorno al III secolo a.C.. Si susseguirono vari imperi indiani, i Satrapi occidentali, la dinastia Satavahana, l'Impero Gupta, la dinastia Chalukya, l'Impero Rashtrakuta, l'Impero Pala e l'Impero Gurjara-Pratihara e poi i Chalukya.
Dal X al XIII secolo fu governata dai Solanki e poi conquistata dai musulmani nel 1298. La città principale del Gujarat, Ahmedabad, fu fondata all'inizio del XV secolo dal re Ahmed II. La città conserva diversi monumenti spettacolari di questo periodo, tra cui la Grande Moschea. Durante il XVI secolo, il Portogallo stabilì le postazioni commerciali e le fortezze di Daman, Diu, Dadra e Nagar Haveli. La Compagnia delle Indie stabilì la sua prima postazione commerciale nel 1614 a Surat.
Nel XVIII secolo passò sotto l'influenza dell'Impero Maratha e poi, dopo la terza battaglia di Pasipat, i principati acquisirono una certa autonomia. Con l'espansione della Compagnia britannica delle Indie orientali, la seconda guerra anglo-marathiana del 1803 la portò sotto il protettorato britannico; molti capi locali stipularono accordi di pace separati che li ponevano sotto il protettorato ma lasciavano loro una certa autonomia, dando vita a centinaia di Stati principeschi. Con l'indipendenza dell'India nel 1947, sono state create tre grandi entità. Il Gujarat è stato separato dallo Stato di Bombay nel 1956. I confini dello Stato sono stati stabiliti il 1º maggio 1960, sulla base di una separazione linguistica.
Nel Gujarat sono emersi due tra i più importanti leader del movimento di decolonizzazione, Mohandas K. Gandhi e Mohammad Ali Jinnah. Negli anni novanta, in diverse occasioni sono scoppiati violenti disordini intercomunitari tra le comunità indù e musulmane. In particolare, nel 1992, circa 1 500 persone , in maggioranza musulmani, sono morte in questi scontri dopo la distruzione della moschea di Ayodhya. 
Nel gennaio del 2001 è stato colpito da un violentissimo terremoto che ha raggiunto il grado 7,9 della scala Richter, uccidendo circa 20 000 persone e ferendone 160 000.
Nell'agosto 2015 i disordini hanno devastato il Gujarat in seguito alle proteste della casta borghese dei Patel contro l'azione affermativa che avrebbe beneficiato troppo le caste inferiori e i Paria. Molti danni materiali sono stati causati in tutto lo Stato: autobus, stazioni di polizia e automobili sono stati bruciati. Per riprendere il controllo, il governo ha inviato l'esercito nella zona e ha imposto il coprifuoco.